# Vzvoj
Vzvòj ali torzíja (tórzija) je v mehaniki trdnin obremenitev trdnega telesa pod vplivom navora dvojice sil pravokotnih na vzdolžno os telesa. Pri telesu z okroglim presekom je rezultirajoči strig pravokoten na polmer.
Navor dvojice sil ali torzijski moment določa velikost ene izmed sil F in razdalja med njima {\displaystyle r_{a}}:
{\displaystyle T=Fr_{a}\!\,.}
Vzvoj izkoriščajo vzvojne vzmeti.
Za polna ali votla telesa z okroglim presekom (na primer osi) velja:
{\displaystyle {\frac {T}{J}}={\frac {\tau }{r}}={\frac {G\varphi }{l}}\!\,,}
kjer je:
- J vzvojna konstanta preseka. Za okrogle osi ali istosredne cevi je enaka polarnemu vztrajnostnemu momentu {\displaystyle I_{p}}. Za druge preseke je treba določiti J posebej. Pri polnih oseh je uporabna analogija z opno. Pri tankostenih ceveh poljubne oblike je dovolj dober približek za velikost striga, če presek ni izbočen. Za debelostene cevi poljubnih oblik ne obstaja preprosta rešitev in je treba poseči po drugih načinih, kot je na primer metoda končnih elementov,
- τ največji strig na zunanji površini,
- r zunanji polmer osi,
- G strižni modul,
- {\displaystyle \varphi } zasučni kot v radianih,
- l dolžina telesa, kjer deluje navor dvojice sil.

Produkt {\displaystyle GJ} se imenuje vzvojna togost.
Strižna napetost v točki znotraj osi je dana z:
{\displaystyle \tau _{\varphi _{z}}={\frac {Tr_{x}}{J}}\!\,,}
kjer je {\displaystyle r_{x}} razdalja točke od osi vrtenja.
Največja strižna napetost je v točki, kjer je razdalčja do osi največja. K velikim strižnim napetostim na površini prispevajo tudi druge koncentracije napetosti kot na primer hrapava območja. Zaradi tega so osi, ki se rabijo za velike vzvojne obremenitve, polirane do visokega sijaja. Tako se zmanjšajo največje strižne napetosti in poveča njihova življenjska doba.
Zasučni kot je dan z:
{\displaystyle \varphi _{}={\frac {Tl}{GJ}}\!\,.}

## Polarni vztrajnostni moment
Polarni vztrajnostni moment se običajno označuje kot {\displaystyle I_{p}} ali J. Polarni vztrajnostni moment polne osi je:
{\displaystyle I_{p}={\frac {\pi }{2}}r^{4}\!\,}
kjer je r polmer osi. Polarni vztrajnostni moment cevi je:
{\displaystyle I_{p}={\frac {\pi }{2}}\left(r_{2}^{4}-r_{1}^{4}\right)\!\,,}
kjer indeksa 1 in 2 označujeta zunanji in notranji polmer cevi. Za tanki valj velja:
{\displaystyle I_{p}=2\pi r^{3}t\!\,,}
kjer je r srednja vrednost zunanjega in notranjega polmera, t pa debelina stene valja.

## Načini porušitve
Strižno napetost v osi lahko razločimo v glavne napetosti s pomočjo Mohrovega kroga. Če je os obremenjena le z vzvojem, bo ena od glavnih napetosti natezna, druga pa tlačna. Ti napetosti sta usmrjeni pod vijačnim kotom 45° okrog osi. Če je os izdelana iz krhke snovi, se bo zlomila zaradi razpoke, ki se pojavi na površini, se širi proti središču osi in se debeli vijačno pod kotom 45°. To se lahko lepo prikaže z zvijanjem šolske krede s prsti v dveh nasprotnih smereh.